# Akinori
Akinori ist ein männlicher japanischer Vorname.

## Herkunft und Bedeutung
Der Name stammt aus dem japanischen und bedeutet ‚Leuchtendes Beispiel‘.

## Bekannte Namensträger
- Asashōryū Akinori (* 1980), mongolischer Sumōkämpfer
- Akinori Eto (* 1955), japanischer Politiker (LDP, Ōshima-Faktion)
- Akinori Nakayama (1943–2025), japanischer Kunstturner
- Akinori Nishizawa (* 1976), japanischer Fußballspieler